# Zvi Zamir

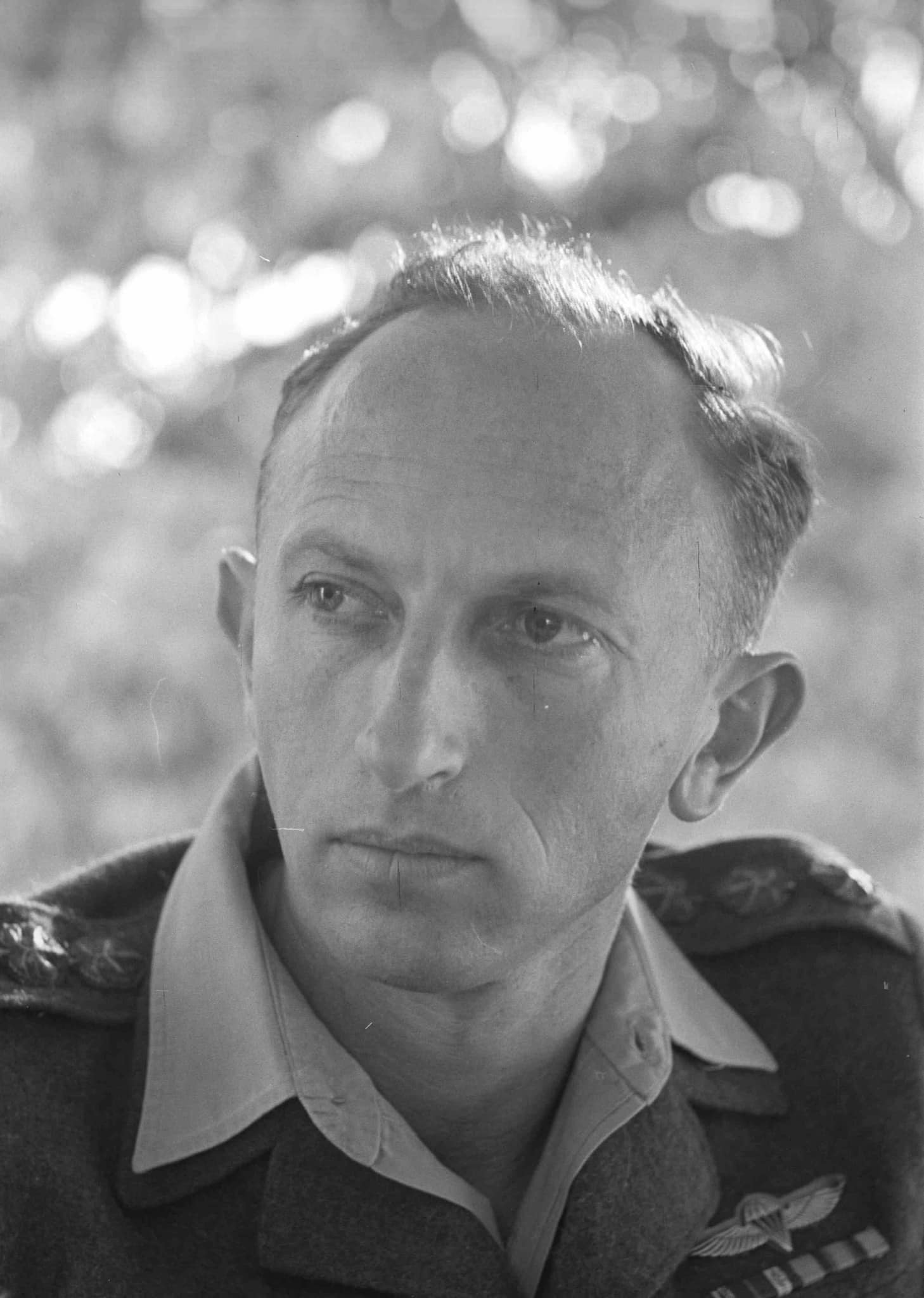
Generalul Zvi Zamir în 1960.

Zvi Zamir, născut cu numele de Tzvi Zarževsky, (în ebraică צבי זמיר; n. 3 martie 1925, Łódź, Polonia – d. 2 ianuarie 2024, Tel Aviv, Israel) a fost un general israelian, originar din Polonia, care a îndeplinit funcția de director al Mossad-ului (1968-1974).
În perioada 1962-1964 generalul Zvi Zamir a fost comandant al Armatei de Sud a Israelului.